# タイハクオウム

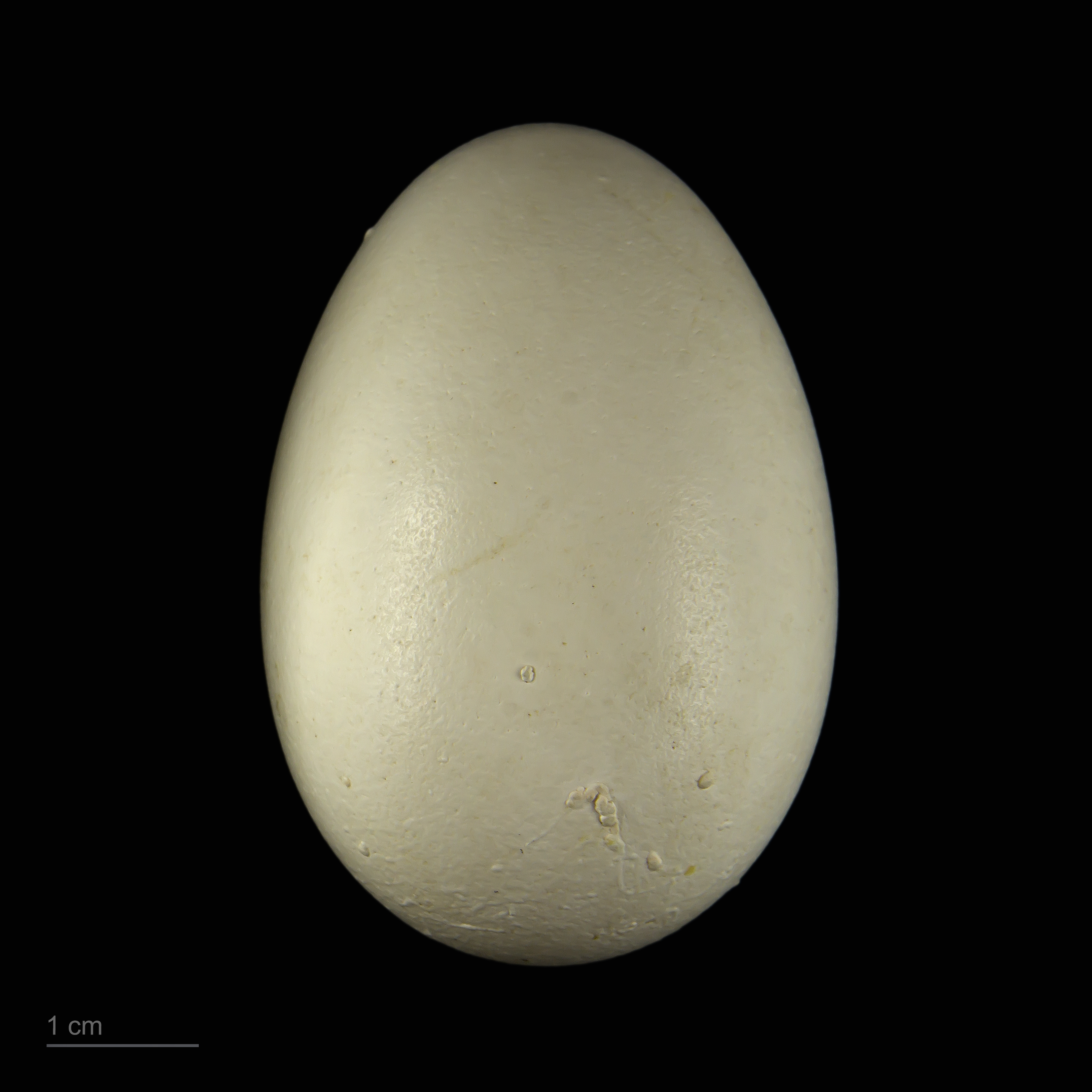
Cacatua alba

タイハクオウム(大白鸚鵡、Cacatua alba)は、鳥綱インコ目オウム科オウム属に分類される鳥類。別名ムジオウム。

## 分布
インドネシア（モルッカ諸島北部のバーチャーン島、ハルマヘラ島、Kasiruta島、Mandioli島、Ternate島、Tidore島）

## 形態
全長46センチメートル。体重500 - 630グラム。全身は白く、尾羽や翼の下面は、黄色みをおびる。嘴や後肢の色彩は、暗灰色。
雛は黄色い綿羽で被われる。オスは虹彩が黒い。メスは虹彩が赤褐色。

## 生態
標高300 - 900メートルにある森林や沼地・マンゴローブ林などに生息する。単独やペア・15羽以下の小規模な群れを形成し生活する。夜間は樹上で、50羽以下の群れを形成し休む。
主に果実、液果、種子などを食べる。樹皮を剥いだり着床植物をついばむ観察例があることから、昆虫を食べる可能性もある。
繁殖様式は卵生。1月から繁殖（5月に卵が発見された例もある）する。地上5 - 30メートルの高さにある大木の樹洞に巣を作る。1回に2個の卵を産む。飼育下では3個の卵を産んだ例もある。抱卵期間は27 - 30日。雛は孵化してから、2 - 3か月で巣立つと考えられている。

## 人間との関係
ペット用の乱獲などにより生息数は減少し、森林伐採や農地開発・採掘による生息地の破壊で生息数が減少している。1981年に、インコ目単位でワシントン条約附属書IIに掲載されている。1991 - 1992年における生息数は49,765 - 212,430羽と推定されている。